# Всё предельно (сборник)
«Всё предельно» (англ. Everything's Eventual) — сборник рассказов американского писателя Стивена Кинга, опубликованный в 2002 году. Вошёл в список бестселлеров по версии Publishers Weekly за 2002 год.

## История создания
В предисловии к сборнику Кинг пишет, что порядок рассказов в сборнике определил, взяв из игральной колоды четырнадцать карт, соотнеся каждую с одним из рассказов и выложив в произвольном порядке:
Всё что я сделал, это вынул все пики из колоды карт, а также джокера. От туза до короля = 1-13. Джокер = 14. Я перемешал карты и разложил их. Порядок, по которому они вышли из колоды, стал порядком этих рассказов, согласно их позиции в списке, который прислало мне издательство. И от этого даже получился очень приличный баланс между литературными рассказами, и полнейшими ужастиками. Я также добавил разъяснительную заметку до или после каждого рассказа, в зависимости от того, где мне казалось её лучше разместить. Следующий сборник выбираю картами Таро.
В сборник вошли 5 из 6 рассказов сборника «Шесть историй» (1999) (некоторые рассказы с незначительными изменениями).

## Рассказы, вошедшие в сборник
1. Секционный зал номер четыре (Autopsy Room Four) (1997)
2. Человек в черном костюме (The Man in the Black Suit) (1994)
3. Всё, что ты любил когда-то, ветром унесёт (All That You Love Will Be Carried Away) (2001)
4. Смерть Джека Гамильтона (The Death of Jack Hamilton) (2002)
5. В комнате смерти (In the Deathroom) (1999)
6. Смиренные сёстры Элурии (The Little Sisters of Eluria) (1998)
7. Всё предельно (Everything’s Eventual) (1997)
8. Теория домашних животных: постулат Л. Т. (L.T.'s Theory of Pets) (1997)
9. Дорожный ужас прёт на север (The Road Virus Heads North) (1999)
10. Завтрак в «Кафе Готэм» (Lunch at the Gotham Café) (1995)
11. Чувство, которое словами можно выразить только по-французски (That Feeling, You Can Only Say What It is in French) (1998)
12. 1408 (1408) (1999)
13. Катаясь на «Пуле» (Riding the Bullet) (2000)
14. Четвертак, приносящий удачу (Luckey Quarter) (1997)

## Экранизации
- В 2007 году на экраны вышел фильм «1408», снятый по одноимённому рассказу Кинга.
- В 2003 году на экраны вышел «Секционный зал номер четыре» — Autopsy Room Four по рассказу Стивена Кинга «Секционный зал номер четыре» (Autopsy Room Four)
- В 2004 году на экраны вышел фильм «Верхом на пуле» — Riding the Bullet по рассказу Стивена Кинга "Катаясь на «Пуле» (Riding the Bullet).

## Номинации[1]
- International Horror Guild, 2003
- British Fantasy Awards, 2003
- Bram Stoker Awards, 2003
- Locus Award, 2003 — 5-е место